# Phoebe subalbaria
Phoebe subalbaria är en skalbaggsart som beskrevs av Belon 1896. Phoebe subalbaria ingår i släktet Phoebe och familjen långhorningar. Inga underarter finns listade i Catalogue of Life.